# 托皮拉
47°46′33″N 34°43′26″E / 47.77583°N 34.72389°E
托皮拉（烏克蘭語：Топила），是烏克蘭中部的村莊，隸屬第聶伯羅彼得羅夫斯克州的尼科波爾區。該村分別距離塞梅尼夫卡2.5公里和韋謝拉費多里夫卡3公里，面積2.85平方公里，海拔高度27米，2001年人口1,426。